# Untergruppenbach
Untergruppenbach (tiếng Đức: [ʊntɐˈɡʁʊpm̩bax] ⓘ) là một đô thị nằm ở huyện Heilbronn thuộc bang Baden-Württemberg, Đức.
Nơi đây bao gồm 6 ngôi làng với dân số khoảng 7,600 người. Khoảng 5,100 người sống ở các làng Untergruppenbach, Donnbronn và Obergruppenbach. Khoảng 2,500 sống ở các làng Unterheinriet, Oberheinriet và Vorhof.